# 世にも奇妙な物語 冬の特別編 (1995年)
『世にも奇妙な物語 冬の特別編』（よにもきみょうなものがたり ふゆのとくべつへん）は、1995年1月4日（水曜）21:00 - 22:54にフジテレビで放送された『世にも奇妙な物語』の特別編。

## ブルギさん

### キャスト
- 高野 - 田原俊彦
- 松澤一之
- 吉田真希子
- 酒井敏也
- 村松克己
- 須永慶
- 石井洋祐
- 丸岡奨詞
- 掛田誠
- 山本ふじこ
- 安藤有里
- 日比野みか
- 松尾文人
- 森康子
- 山梨ハナ
- 森乃ひなこ
- 日高将之
- 北村準

### スタッフ
- 原作 - 星新一「もてなし」（『地球から来た男』所収 / 角川書店）
- 脚本 - 田辺満
- 演出 - 佐藤祐市

## 鍵

### キャスト
- 白井夕子 - 松雪泰子
- 走水杏伍
- 江幡高志
- 藤田啓而
- 正名僕蔵
- 市野莉絵

### スタッフ
- 脚本 - 高山直也
- 演出 - 土方政人

## 最後の喫煙者

### キャスト
- 穴井龍之介 - 林隆三
- 日下部安隆 - 筒井康隆
- あいはら友子
- 大杉漣
- 石川真希
- 梶原善
- 田村元治
- ト字たかお
- 水森コウ太
- 阿南健治
- 佐々木和也
- 岸博之
- 柳ユーレイ
- 青山良吉
- 阿部千代
- 細川秀夫
- 岡田陽一
- 増田慧
- 飯塚恭平
- 佐藤央之
- 上野元彰

### スタッフ
- 原作 - 筒井康隆「最後の喫煙者」（『最後の喫煙者 自選ドタバタ傑作集1』所収 / 新潮社）
- 脚本 - 田子明弘
- 演出 - 落合正幸

## そのボタンを押すな

### キャスト
- 男 - 西村雅彦
- 家富洋二
- 大倉順憲
- 戸田昌宏
- 小川雅弘
- ジェシカ・ニール
- ニコル・ニール
- 寺田農

### スタッフ
- 脚本 - 中村樹基
- 演出 - 星護

## 夢のつづき

### キャスト
- 武田治 - 片岡鶴太郎
- 芳本美代子
- 広田恵子
- 伏見啓夫
- 水島新太郎
- 雅まさ彦
- 松重豊
- 神威杏次
- 松下正彦
- 下山栄
- 児玉頼信
- 茂木和範
- 春延朋也
- 伊藤幸純
- 尾井治安
- 秋山見学者
- 田口タグ
- 鈴木佐和子
- あめくみちこ
- 三谷昇

### スタッフ
- 原作 - 星新一「はやる店」（『地球から来た男』所収 / 角川書店）
- 脚本 - 中村樹基
- 演出 - 河野圭太

## アバンストーリー「醜い顔」
世にも奇妙な物語の放映作品一覧#特別編を参照。